# Tyrannus niveigularis
Tyrannus niveigularis là một loài chim trong họ Tyrannidae.